# Tony Award du meilleur metteur en scène
Le Tony Award du meilleur metteur en scène (Tony Award for Best Director) est l'un des 11 prix originaux remis à partir de 1947. Ce prix a été décerné jusqu'en 1960 où il a été divisé en deux catégories ; Tony Award de la meilleure mise en scène pour une pièce et Tony Award de la meilleure mise en scène pour une comédie musicale.

## Les lauréats

### Années 1940
| - 1947: Elia Kazan – Ils étaient tous mes fils (All My Sons) - Pas de nommés - 1948: Joshua Logan – Mister Roberts - Pas de nommés | - 1949: Elia Kazan – Mort d'un commis voyageur (Death of a Salesman) - Pas de nommés |

### Années 1950
| - 1950 : Joshua Logan – South Pacific - Pas de nommés - 1951 : George S. Kaufman – Guys and Dolls - Pas de nommés - 1952 : José Ferrer – The Shrike, The Fourposter et Stalag 17 - Pas de nommés - 1953 : Joshua Logan – Picnic - Pas de nommés - 1954 : Alfred Lunt – Ondine - Pas de nommés - 1955 : Robert Montgomery – La Maison des otages (The Desperate Hours) - Pas de nommés - 1956 : Tyrone Guthrie – The Matchmaker - Joseph Anthony – L'Alouette - Harold Clurman (en) – Bus Stop, Pipe Dream et Tiger at the Gates - Tyrone Guthrie – The Matchmaker, Six personnages en quête d'auteur et Tamburline the Great - Garson Kanin – Le Journal d'Anne Frank - Elia Kazan – La Chatte sur un toit brûlant - Albert Marre – The Chalk Garden - Herman Shumlin – Inherit the Wind | - 1957 : Moss Hart – My Fair Lady - Joseph Anthony – A Clearing in the Woods et The Most Happy Fella - Harold Clurman (en) – La Valse des toréadors - Peter Glenville – Separate Lives - José Quintero – Le Long Voyage vers la nuit - 1958 : Vincent J. Donehue – Sunrise at Campobello - Morton da Costa – The Music Man - Peter Hall – The Rope Dancers - George Roy Hill – Look Homeward, Angel - Elia Kazan – The Dark at the Top of the Stairs - Arthur Penn – Deux sur la balançoire - 1959 : Elia Kazan – J.B. - Peter Brook – La Visite de la vieille dame - Robert Dhery – La Plume de Ma Tante - William Gaskill – Epitaph for George Dillon - Peter Glenville – Rashomon - Cyril Ritchard – The Pleasure of His Company - Dore Schary – Le Pont japonais |